# Burgstall Oedenthurn
Der Burgstall Oedenthurn ist vermutlich der Überrest einer abgegangenen mittelalterlichen Burg. Er liegt über dem Ortsteil Oedenthurn an höchster Stelle auf dem Haberberg in der oberpfälzischen Gemeinde Parsberg in Bayern, Deutschland. Von der Burg sind keine geschichtlichen Daten bekannt, möglicherweise handelt es sich um die Plassenburg, oder aber um eine vor- und frühgeschichtliche Befestigung. Erhalten hat sich nur ein Abschnittswall und weitere Wallreste, die möglicherweise von Gebäuden stammen. Die Anlage wird als Bodendenkmal unter der Aktennummer D-3-6736-0002 im Bayernatlas als „Wallanlage vor- und frühgeschichtlicher Zeitstellung“ geführt. 

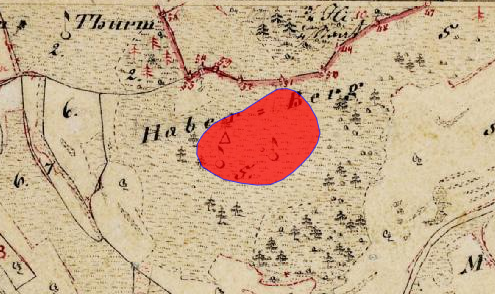
Lageplan des Burgstalls Oedenthurn auf dem Urkataster von Bayern

## Geographische Lage
Die Burgstelle der Spornburg liegt im östlichen Bereich des Mittelgebirges Frankenjura, auf dem mit 561,4 m ü. NN hohen Haberberg, einem langgezogenen und nach Südwesten gerichteten Bergrücken. Bis auf die Ostseite des Berges, die in eine wenige Meter höher gelegene Erhebung übergeht, fällt der Haberberg steil etwa 60 Höhenmeter zu Tal ab.
Der Burgstall befindet sich rund 265 Meter südlich der Ortschaft Oedenthurn oder etwa 6700 Meter nordöstlich der Ortsmitte von Parsberg auf der Gemarkung Hörmannsdorf.
In der Nähe befinden sich noch weitere ehemalige mittelalterliche oder vorgeschichtliche Burgen: rund 560 Meter nördlich der Burgstelle liegt ein Turmhügel unmittelbar an der Straße St 2234. Etwa 1400 Meter östlich befindet sich auf einem Bergsporn eine weitere Abschnittsbefestigung in der Flur Kohlschlag über dem Ort Effersdorf. Auch ihre Zeitstellung ist unbekannt. Eine weitere Befestigung lag nördlich des Stieglerfelsens auf dem Mayerberg.

## Geschichte
Bis heute sind keine Informationen über diese Befestigung bekannt, es ist nicht einmal sicher, ob es sich um eine mittelalterliche Burgstelle handelt. Nach Manfred Jehle im Historischen Atlas von Bayern wurde der Burgstall Oedenthurn bis in die Zeit um 1835 auch Plassenburg genannt. Auch die Erbauer und Besitzer einer Plassenburg sind nicht bekannt.
Heute ist der Burgstall als Bodendenkmal D-3-6736-0002 „Wallanlage vor- und frühgeschichtlicher Zeitstellung oder des Mittelalters“ vom Bayerischen Landesamt für Denkmalpflege erfasst.

## Beschreibung
Die Stelle der Burg auf dem leicht erhöhten Ende eines langgezogenen Bergrückens wurde durch einen Abschnittswall abgeriegelt (Titelbild). Dieser leicht nach außen gebogene Wall ist noch etwa einen halben Meter hoch und beginnt am Nordwesthang an einer wenige Meter senkrecht abfallenden Felskante. Er verläuft über den gesamten Bergrücken bis zur südöstlichen Hangkante, wo er der Kante noch wenige Meter zur Spornspitze hin folgt. Auf der gesamten restlichen, 90 mal 50 Meter messenden und durch steilen Abfall des Geländes bzw. durch Felskanten an der Nordwestseite geschützten Burgfläche sind keine weiteren Randbefestigungen sichtbar. Etwa nach acht Meter folgen dem Abschnittswall auf seiner Mittelachse weitere Wallreste, nach Rädle könnte es sich um die Stelle eines früheren Turmes handeln. Auch weiter zur Spornspitze hin befindet sich auf der relativ ebenen Burgfläche möglicherweise ein weiterer rechtwinklig abbiegender Wallrest.